# Igiene anale

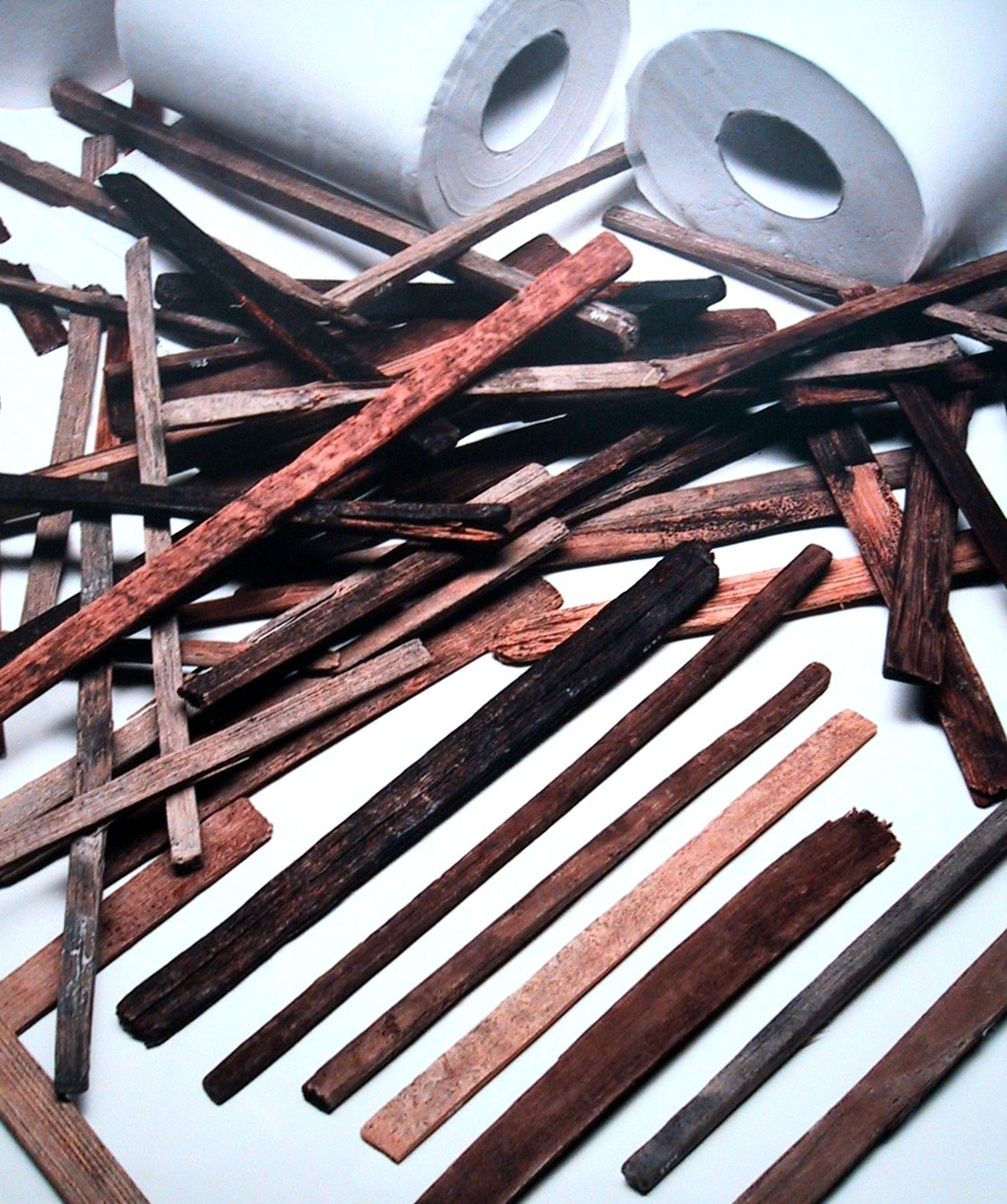
Strumenti giapponesi per la pulizia anale, noti come chūgi, risalenti al periodo Nara (dal 710 a 784). Si osservino sullo sfondo dei rotoli di carta igienica con cui confrontare le dimensioni dei chūgi.

 L'igiene anale, o pulizia anale, è costituita da tutte le pratiche igieniche che vengono eseguite sulle regioni anale e perianale di una persona, di solito subito dopo la defecazione.
In parte a causa del tabù sociale che rappresenta, in molti paesi la pulizia post-defecazione viene raramente discussa a livello accademico; tuttavia essa ricopre un ruolo fondamentale per la salute delle persone, essendo il suo principale obiettivo quello di prevenire l'esposizione delle stesse agli agenti patogeni.
Il processo di pulizia post-defecazione prevede il risciacquo dell'ano e della parte interna dei glutei con acqua o la pulizia dell'area con materiali asciutti, quali ad esempio la carta igienica. La detersione con acqua viene effettuata strofinando l'area con una mano mentre si risciacqua con l'ausilio di acqua corrente, oppure risciaquando il tutto con acqua pressurizzata, come avviene nei sistemi con doccetta igienica. In entrambi i casi, al fine di raggiungere gli obiettivi finali della pulizia post-defecazione, è comunque essenziale la successiva igienizzazione delle mani.

## Storia
Reperti archeologici rinvenuti presso i vecchi giacimenti di sale della città di Hallstatt, nell'Alta Austria, hanno mostrato che alcune foglie di una specie di farfaraccio furono probabilmente utilizzate per nettarsi l'ano da alcuni uomini dell'età del bronzo o del ferro.
È noto che gli antichi Greci effettuassero la propria pulizia anale con particolari pietre (pessoi) e frammenti di ceramica (ostraca), spesso presenti nell'arte, negli scritti e persino nei proverbi della cultura greca. Ne è un esempio una coppa da vino conservata al Museum of Fine Arts di Boston, raffigurante un uomo intento a pulirsi l'ano con un bastone in una mano e una pietra nell'altra. Un comportamento spesso riscontrato era anche quello di scrivere il nome dei propri nemici sui propri pessoi, così da godere del piacere di poter sporcare di feci tali nomi.

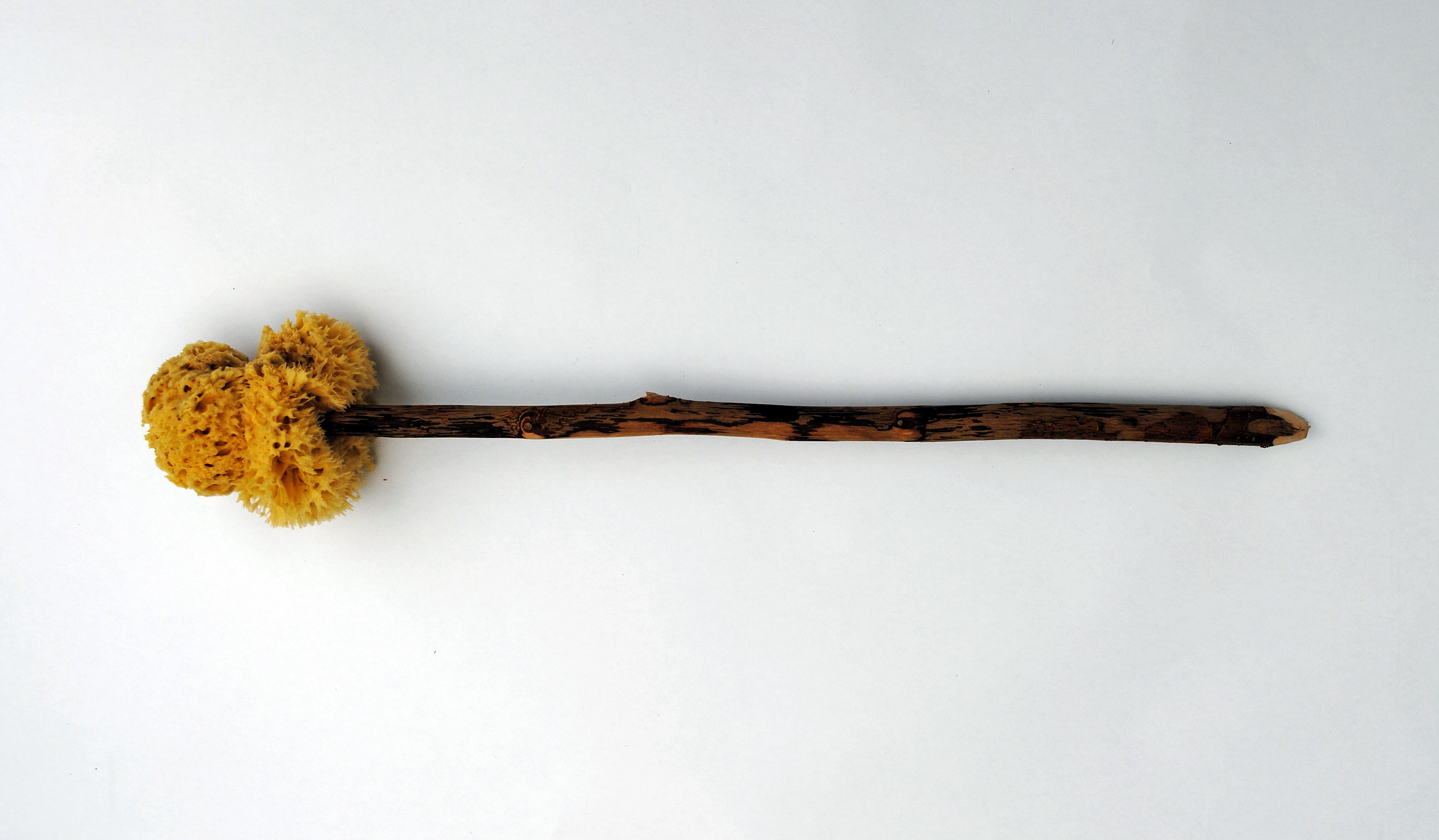
La replica di un tersorium

Gli antichi Romani utilizzavano invece un utensile chiamato tersorium (in greco: xylospongium), costituito da una spugna, imbevuta di aceto o di acqua, infilzata su un bastoncino. Il tersorium poteva essere individuale o condiviso da tutte le persone che utilizzavano latrine pubbliche. Poiché la spugna veniva pulita lavandola in acqua corrente e poi lasciandola in un secchio di aceto, quest'ultimo diventava terreno fertile per una moltitudine di batteri, causando spesso la diffusione di malattie.
Secondo il buddhismo, le norme di comportamento per l'uso dei servizi igienici (Wachchakutti Wattakkandaka in lingua pali), comprese quelle relative alla pulizia della regione anale post-defecazione furono enumerate dallo stesso Buddha ed esplicitate nel Canone pāli o Tipiṭaka (letteralmente "Tre canestri"). Nel Giappone antico, per pulire il proprio ano dopo la defecazione si utilizzava invece una specie di bastoncino di legno noto come chūgi e, come testimoniato da un rinvenimento effettuato nel 1992 nella Cina nord-occidentale, anche lì nell'antichità si utilizzavano dei bastoncini di bambù o di legno avvolti in un panno.
Diverse culture sudamericane, invece, utilizzavano tra le altre cose, tra cui foglie e conchiglie, anche dei tutoli di mais, ossia la parte della spiga del mais dove sono fissate le cariossidi.
Com'è noto, la carta fu inventata in Cina circa nel II secolo a.C. Esistono prove che, a partire da allora, in Cina la carta sia stata utilizzata per pulirsi l'ano dopo la defecazione, in una sorta di riciclo creativo dopo che essa aveva esaurito il suo scopo primario, tanto che, come ci è noto, nel VI secolo tale abitudine aveva trovato ormai ampia diffusione. Peraltro, tale costume portò anche un autore arabo del IX secolo a stigmatizzare i cinesi per il fatto che non si lavavano dopo essere andati in bagno, ma usavano solo la carta.
La nascita di carta prodotta specificatamente per la pulizia anale viene fatta risalire al 1391, sempre in Cina, quando fogli di carta di riso profumati furono prodotti per la famiglia imperiale. Da lì in poi, la carta igienica si diffuse prima nel paese e poi nei vari continenti, Europa compresa, tanto che, secondo uno studio di P. Charlier, il romanziere e medico francese François Rabelais aveva anche discusso dell'inefficacia della carta igienica nel XVI secolo. La prima carta igienica, simile a quella che conosciamo oggi e disponibile in commercio, fu inventata da un imprenditore newyorkese di nome Joseph Gayetty nel 1857, all'alba della seconda rivoluzione industriale.

## Preferenze culturali
Nei paesi prevalentemente cattolici, nelle culture ortodosse orientali, indù, buddhiste e musulmane, e in alcuni paesi protestanti come la Finlandia, così come nel Sud-est asiatico e nell'Europa meridionale e in America Latina, la pulizia anale è eseguita con l'acqua, che può essere diretta sull'ano e nel suo intorno utilizzando un getto (è il caso del bidet e della doccetta igienica), versandola da un recipiente (è il caso degli asiatici lota e aftabeh) o portandola con la mano (in alcuni paesi, come l'India e alcune parti del Sud-est asiatico, viene utilizzata solo la mano sinistra). La pulizia con acqua è talvolta seguita dall'asciugatura della regione anale e della mano con un asciugamano di stoffa o con della carta igienica.
D'altra parte, in alcune regioni di paesi in via di sviluppo o anche durante i campeggi, per la pulizia anale sono spesso utilizzati altri materiali, quali ad esempio foglie, fango, neve (e quindi acqua) e pietre. In questi paesi, l'inclusione di strumenti per la pulizia anale è spesso trascurata quando si progettano bagni pubblici o condivisi e, nella maggior parte dei casi, tali materiali non sono disponibili all'interno di tali strutture. Tuttavia, molti studi dimostrano che avere a disposizione mezzi igienici idonei per l'igiene anale nella toilette o nel sito di defecazione risulta essere molto importante per la salute pubblica generale e la loro assenza può, in alcune circostanze, essere correlata al numero di episodi di diarrea per famiglia.
Un aspetto importante è anche quello di poter garantire un sicuro smaltimento per i materiali destinati alla pulizia anale, cosa che invece, nei paesi in via di sviluppo, risulta essere spesso trascurata, con il rischio di avere detriti non igienici all'interno o intorno ai bagni pubblici e un conseguente rischio di diffusione di malattie.

## Metodi comuni

### Acqua

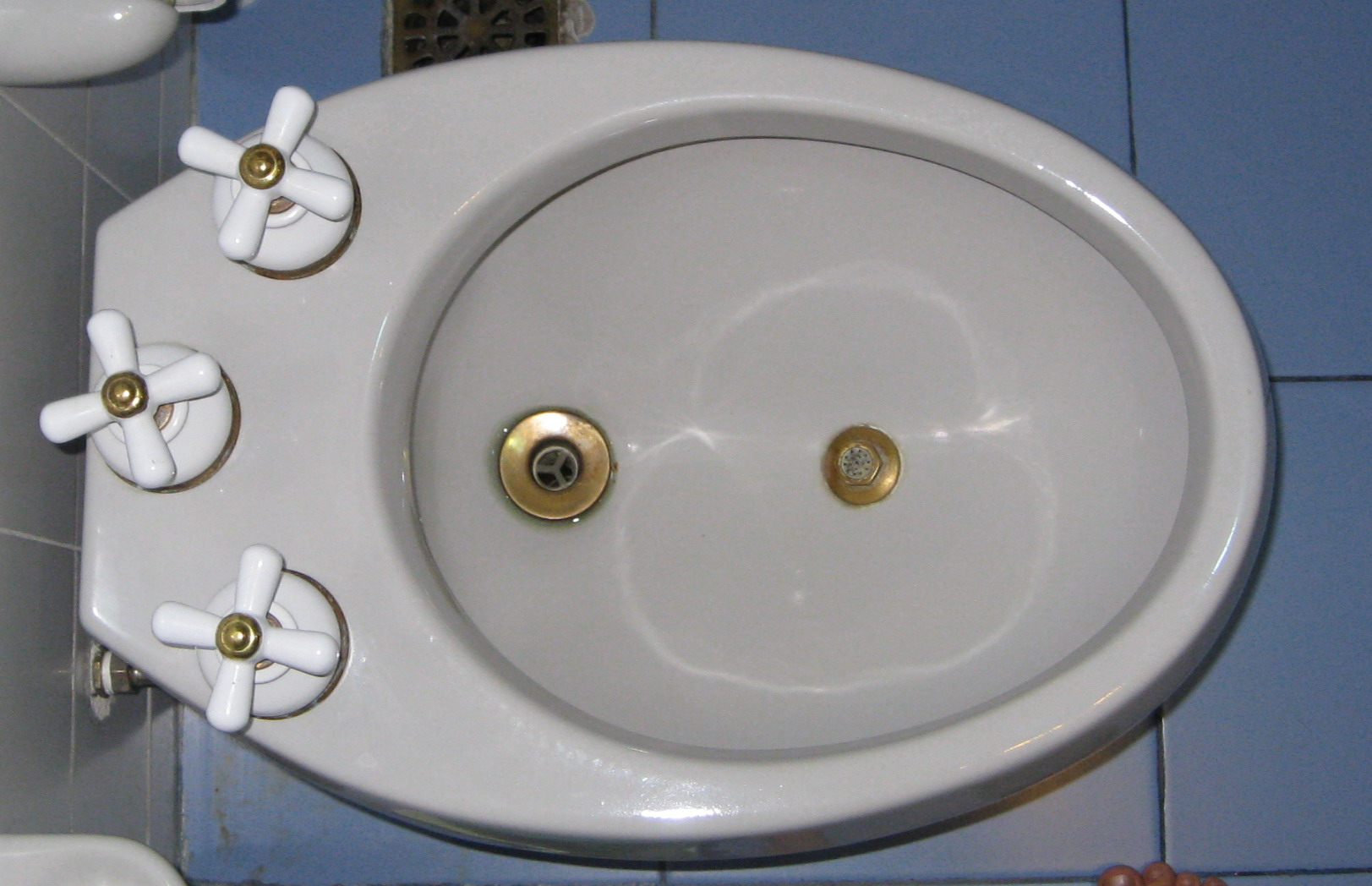
Vista dall'alto di un bidet

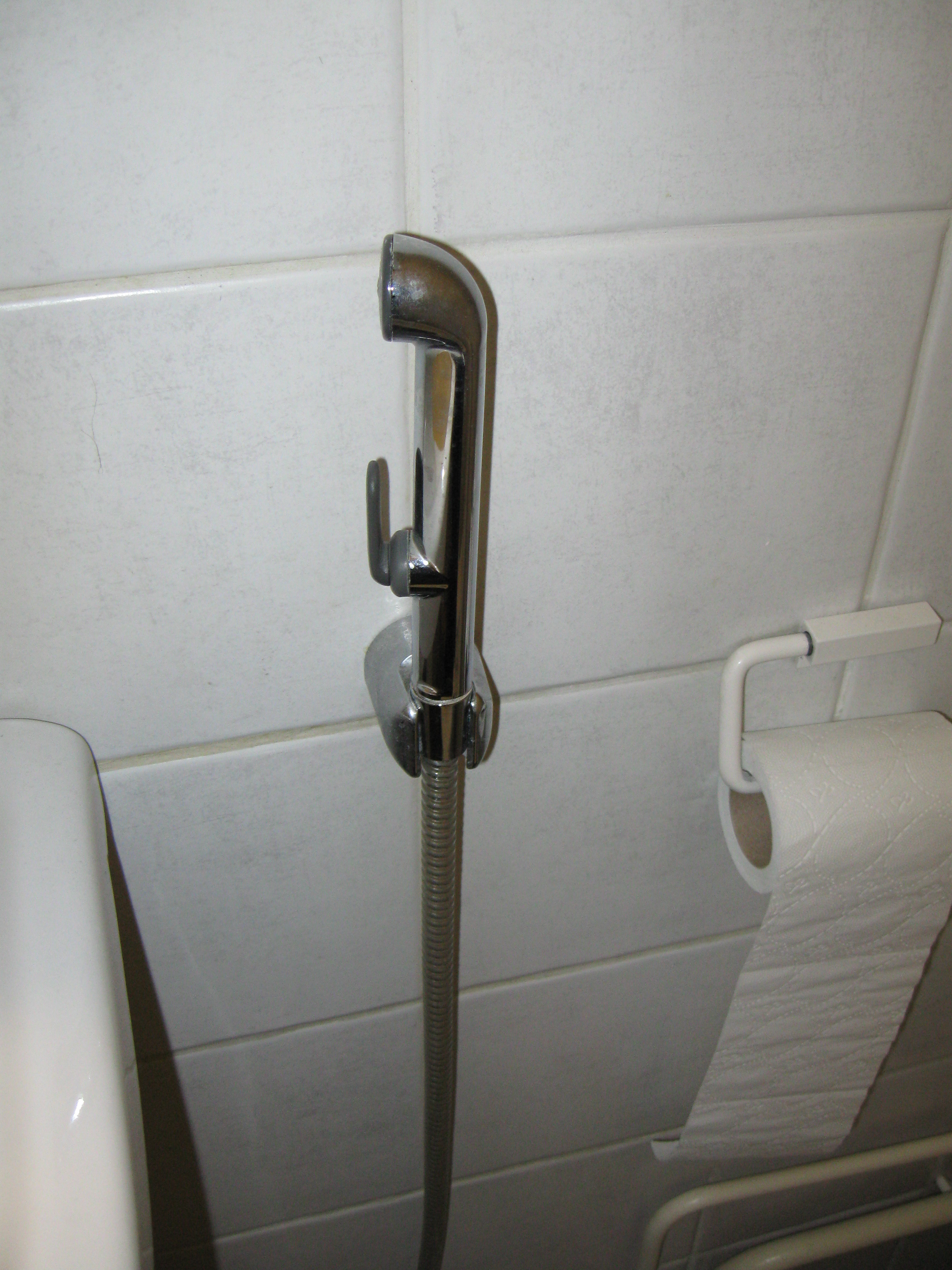
Una doccetta igienica

Come precedentemente detto, il risciacquo con acqua della regione anale costituisce il metodo più comune per la pulizia post-defecazione. L'utilizzo aggiuntivo di saponi costituisce poi un sistema affidabile e igienico di rimozione dei residui fecali.

#### Culture musulmane
L'utilizzo di acqua per l'igiene anale nei paesi musulmani è in parte dovuto al Qaḍāʾ al-Ḥāǧa, una serie di regole per l'igiene personale che ogni fedele deve seguire quando utilizza i servizi igienici. Tali regole consentono poi, nel caso in cui l'acqua scarseggi, di effettuare la pulizia post-defecazione con pietre o carte.
In Turchia i servizi igienici in stile occidentale sono solitamente dotati di un piccolo ugello nella parte posteriore centrale del bordo della tazza che punta all'ano. Tale ugello, chiamato taharet musluğu, è controllato da un piccolo rubinetto posto a portata di mano dell'utente e viene utilizzato per lavare l'ano dopo averlo pulito e asciugato con carta igienica. I servizi igienici alla turca, invece, non hanno questo tipo di bocchetta e sono quindi corredati di una doccetta igienica o di un secchio riempito da un rubinetto posto nelle vicinanze.

#### Subcontinente indiano
In India e nel subcontinente indiano oltre il 95% della popolazione utilizza acqua per la propria igiene post-defecazione. Nelle aree urbane di costruzione più recente prevale l'utilizzo della doccetta igienica, mentre nelle aree più rurali, dove spesso le stanze da bagno sono prive di accesso all'acqua corrente, si utilizzano secchi o barili, da cui l'acqua viene prelevata con tazze o lota.

#### Sud-est asiatico
Nei bagni domestici di paesi del Sud-est asiatico, come Indonesia, Filippine, Thailandia e Malaysia, si trovava tradizionalmente un largo mestolo di plastica di medie dimensioni (chiamato gayung in Indonesia, tabo nelle Filippine, ขัน (khan) in tailandese) o una coppa con cui attingere acqua da un secchio e nettarsi l'ano. Con il tempo, comunque, hanno preso sempre più piede le doccette igieniche (in questi paesi note come "bum gun"), soprattutto nei quartieri di più recente costruzione. I servizi igienici negli esercizi pubblici forniscono principalmente carta igienica gratuitamente, sebbene in alcuni locali sia ancora possibile trovare il sopraccitato mestolo, nei casi più spartani sostituito da una bottiglia di plastica tagliata o simili.
A causa della forte diversità etnica presente nel Paese, in Malaysia i bagni pubblici presentano spesso una combinazione di metodi per la pulizia anale, tra cui ha comunque preponderanza la carta igienica, cui talvolta si aggiunge un bidet o una doccetta igienica.

#### Asia orientale

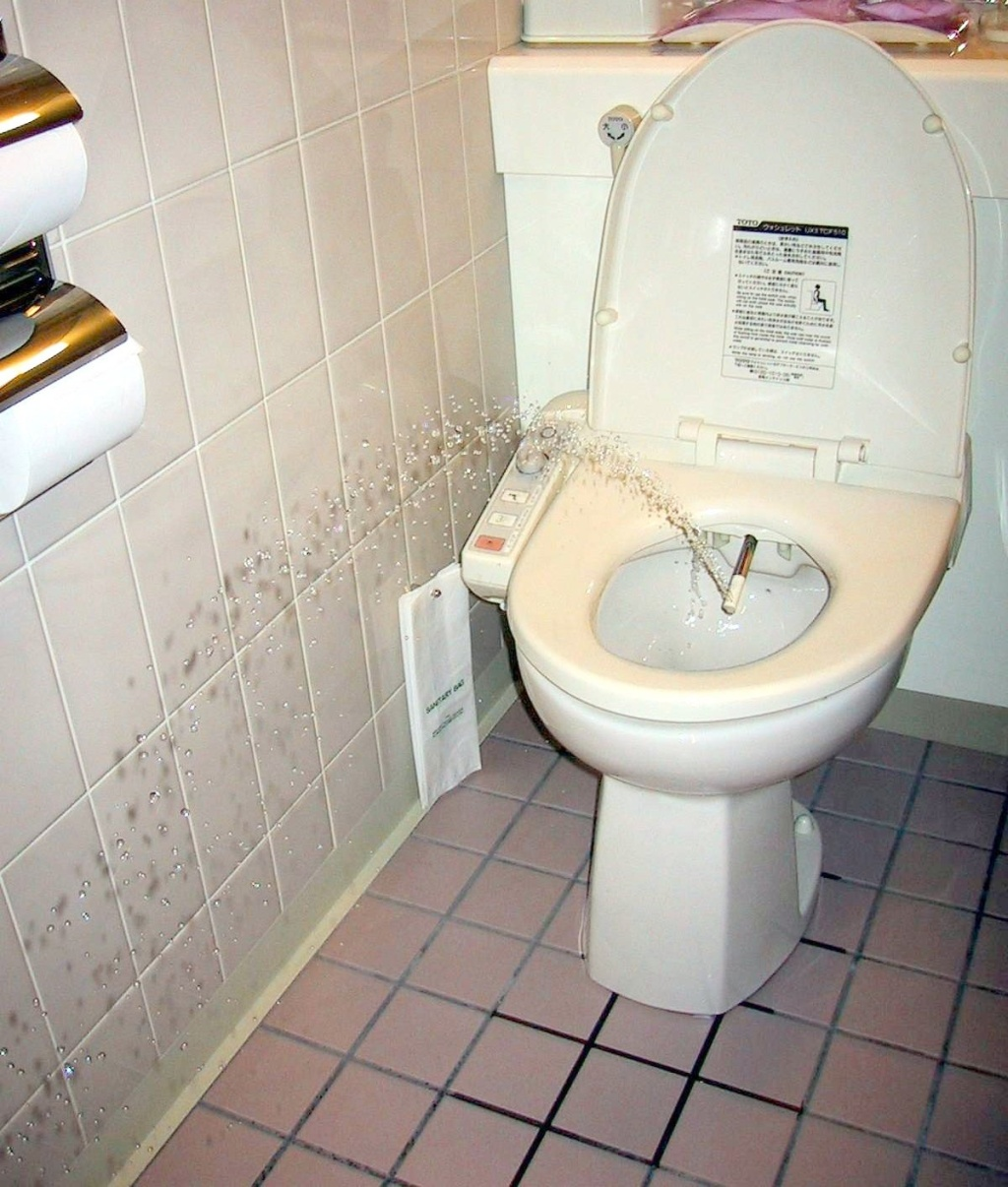
Una toilette giapponese con incorporato un sistema volto alla pulizia post-defecazione della regione anale tramite un getto d'acqua

Il primo vaso sanitario a combinare le funzioni di un water e di un bidet è stato inventato in Svizzera nel 1956 ed è stato distribuito negli Stati Uniti d'America a partire dal 1964. Tuttavia è in Giappone che tale dispositivo, ribattezzato washlet, ha visto il suo successo. Nel tempo i modelli si sono via via evoluti, ma comunque resta comune la presenza di un ugello posizionato sul retro della tazza, comandato tramite uno schermo elettronico o un telecomando, che si allunga e dirige un getto d'acqua verso l'ano e le zone circostanti. Molti di questi modelli hanno anche un secondo getto, proveniente dal davanti del water, utile alla detersione femminile. Tali getti sono presenti comunque solamente nelle toilette in stile occidentale e non sono incorporati nei servizi igienici alla turca in stile tradizionale.

#### Europa e Americhe
L'uso dell'acqua in molti paesi con radici cristiane è dovuto in parte alle indicazioni bibliche riguardo all'utilizzo dei servizi igienici, le quali incoraggiano il lavaggio della regione anale dopo ogni defecazione. Il bidet, in particolare, è comunemente utilizzato nei paesi prevalentemente cattolici, dove l'acqua è considerata essenziale per la pulizia anale, ed è il sanitario adibito a questo scopo che va per la maggiore in molti paesi dell'Europa occidentale (in Italia l'installazione dei bidet in ogni casa e albergo è diventata obbligatoria con decreto ministeriale del 5 luglio 1975) e meridionale e in molti paesi del Sud America, mentre in paesi come la Grecia e la Finlandia, è più diffusa la doccetta igienica.

### Carta igienica

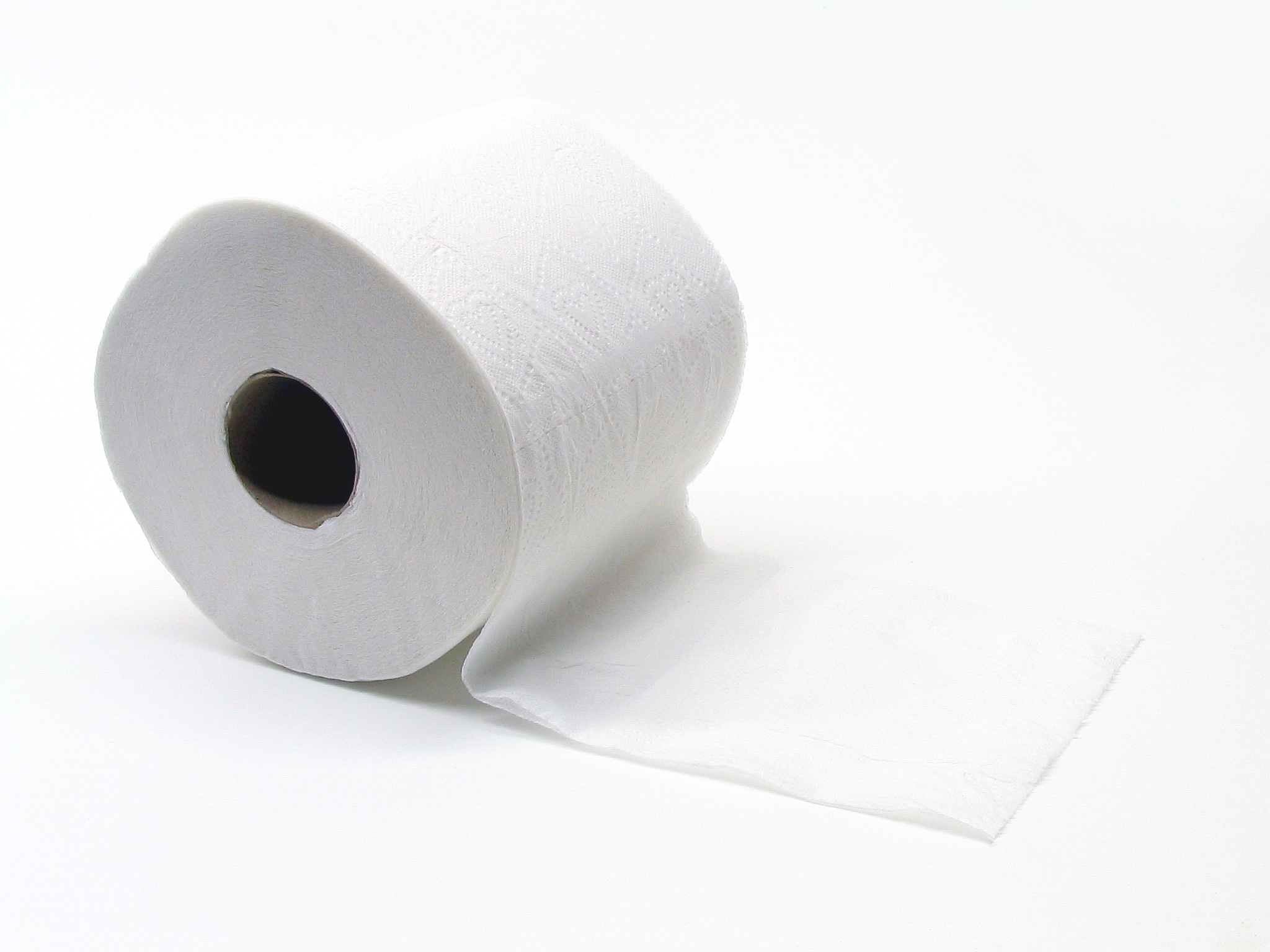
Un rotolo di carta igienica

In alcune culture, così come molti paesi occidentali, la pulizia dopo la defecazione viene generalmente eseguita solo con la carta igienica, fino a quando la persona non può fare il bagno o la doccia. La carta igienica è per questo considerata un prodotto domestico fondamentale nella cultura occidentale, come peraltro dimostrato dall'acquisto spasmodico di carta igienica da parte di persone in preda al panico in molti paesi occidentali durante la pandemia di COVID-19.
Prima che la carta igienica fosse disponibile o conveniente, in alcune parti del mondo era comune l'utilizzo di altri tipi di carta, soprattutto quella di quotidiani o vecchi elenchi del telefono. È noto che negli anni 1930, in Nord America, visto l'elevato costo della carta igienica, il catalogo Sears, Roebuck & Co., che veniva ampiamente distribuito porta a porta, fosse largamente utilizzato come carta per l'igiene anale, tanto che l'azienda ricevette diverse lamentele quando, nel 1935, iniziò a stampare il proprio catalogo su carta patinata. Benché oggi la carta igienica sia disponibile praticamente ovunque nel mondo, tale pratica resta ancora attiva in alcune parti dell'Africa rurale, dove i membri più poveri della comunità sono ancora costretti a utilizzare fogli di giornale.

## Altri metodi e materiali

### Salviettine umidificate
Quando si puliscono i glutei dei bambini durante il cambio del pannolino vengono spesso utilizzate salviettine umidificate, in combinazione con acqua, se disponibile. Poiché le salviettine umidificate sono prodotte in parte con tessuti plastici in poliestere o polipropilene, esse sono notoriamente dannose per i sistemi fognari, in quanto non del tutto decomponibili. Per questo, in alternativa a tali prodotti, all'inizio del XXI secolo sono state messe a punto speciali schiume, spray e gel che, combinati con carta igienica asciutta, possono costituire un prodotto equivalente alle salviette umidificate per l'igiene personale o per ridurre l'irritazione cutanea da diarrea.

### Pulizie preliminari
Nel 2005 è stato depositato un brevetto negli Stati Uniti d'America, relativo alla produzione di salviette da strofinare sulle regioni anale e perianale prima delle defecazione, in modo tale da creare su di esse una specie di pellicola di gel antiaderente. Il film così creato ridurrebbe la quantità di residui fecali trattenuti nella regione, diminuendo di conseguenza la pulizia post-defecazione richiesta.

## Postura
Sebbene la direzionalità dell'operazione di pulizia vari in base al sesso, alle preferenze personali e alla cultura, la medicina raccomanda alcuni accorgimenti utili a prevenire infezioni e malattie. Per prevenire il pruritus ani, o eczema anale, è ad esempio opportuno effettuare la pulizia non a secco. Inoltre, è consigliabile pulire la regione anale partendo dalla sinfisi pubica e dirigendosi verso l'ano e non viceversa, così da evitare di colonizzare l'area genitale, e in particolare l'uretra e la vagina, con batteri intestinali che potrebbero condurre a infiammazioni delle vie urinarie o a prostatiti. Un ulteriore consiglio è quello di non procedere alla pulizia troppo vigorosamente, al fine di evitare di irritare la zona strofinata, causando condizioni dolorose quali emorroidi, ragadi o ascessi anali. 
Come precedentemente accennato, alcune culture, come quelle presenti in India e in alcuni paesi arabi e del Sud-est asiatico, prevedono che il risciacquo con acqua sia effettuato solo con la mano sinistra, che viene quindi considerata impura. Di conseguenza, l'atto di mangiare senza posate è tollerato in questi paesi solo se avviene con la mano destra.
Alcune differenze si registrano anche nella postura assunta durante la fase di pulizia, con alcune persone che si puliscono la regione anale in piedi mentre altre preferiscono la posizione seduta.